# Афанасий (Чахвашвили)
Митрополит Афанасий (груз. მიტროპოლიტი ათანასე, в миру Анзор Иорамович Чахвашвили; груз. ანზორ იორამის ძე ჩახვაშვილი; 4 февраля 1936, село Карданахи, Гурджаанский район, Грузинская ССР — 9 августа 2012) — епископ Грузинской Православной Церкви, митрополит Руставский и Марнеульский (1996—2010).

## Биография
В 1967 году католикосом-патриархом Ефремом II был рукоположён во диакона и в том же году — во священника.
14 декабря 1978 года решением Священного Синода Грузинской православной церкви определён быть епископом Бодбийским.
15 декабря в Сиони пострижен монашество с именем Афанасий. 17 декабря возведён в сан архимандрита.
24 декабря в Светицховели состоялась его епископская хиротония.
1 июня 1982 года — возведён в сан архиепископа, в 1989 году — возведён в сан митрополита.
С 12 мая 1992 года — митрополитом Алавердский.
1 сентября 1993 года — вновь назначен на Бодбийскую кафедру.
21 октября 1996 года — митрополит Руставский.
17 октября 2002 титул изменён на «Руставский и Марнеульский».
1 ноября 2009 года почислен на покой из-за тяжёлой болезни.
Скончался 9 августа 2012 года в Грузии. Похоронен в Сионском соборе.